# Професійний консультант
Професійний консультант - важлива умова одержання сприятливіших умов приватизаційної угоди для ініціативної групи керівників, що самі швидше за все не є експертами в області придбання компаній. У переговорах за такими угодами як консультантів звичайно використовують бухгалтерів та юристів. Також для досягнення життєздатної угоди важливу роль у вирішенні технічних питань у процесі переговорів грають фахівці з питань страхування, операцій з нерухомістю та ін.